# Danimarca-Norvegia
La Danimarca-Norvegia fu uno Stato dell'Europa del Nord, esistito dal 1536 al 1814 e univa i Regni di Danimarca e Norvegia. Comprendeva anche le colonie norvegesi dell'Islanda, Groenlandia e isole Fær Øer. A seguito della rottura dell'Unione di Kalmar che raggruppava i regni di Norvegia, Danimarca e Svezia, i primi due si unirono di nuovo nel 1536. Quest'unione durò fino al 1814, anno in cui la Francia di Napoleone fu sconfitta e si tenne il congresso di Vienna, che obbligò la Danimarca-Norvegia, sconfitta, a cedere la Norvegia alla Svezia (Trattato di Kiel), pur assegnando alla Danimarca le Indie occidentali danesi e tutti i possedimenti ex norvegesi (Islanda, Groenlandia, Isole Fær Øer, Jan Mayen).

## Nazioni costitutive
La Danimarca-Norvegia era formata dai seguenti territori:
- Danimarca
- Norvegia
- Islanda
- Groenlandia
- Isole Fær Øer
- Jan Mayen
- Indie occidentali danesi

## Uso del termine
Il termine di "Regno di Danimarca" è talvolta utilizzato per indicare entrambi i regni di Danimarca e Norvegia durante il periodo in cui furono uniti, dal momento che tutte le direttive politiche ed economiche venivano emanate dalla capitale danese di Copenaghen. Il termine era storicamente utilizzato per indicare anche i "territori reali" della casata degli Oldenburg come apparivano al 1460, e cioè escludendo i "territori ducali" dello Schleswig e dell'Holstein. L'amministrazione utilizzava due lingue ufficiali, danese e tedesco, e per secoli vennero addirittura tenute due cancellerie distinte per lingua.
Il termine "Danimarca-Norvegia" riflette invece chiaramente i legami dell'unione realizzatasi dopo la rottura di quella di Kalmar, al punto che questa fu la dicitura adottata nei titoli ufficiali della dinastia degli Oldenburg. I re utilizzarono i titoli di "Re di Danimarca e Norvegia, re dei Wendi e dei Goti" (Konge til Danmark og Norge, de Venders og Gothers). Danimarca e Norvegia, spesso indicati come "Regni gemelli" (Tvillingrigerne) di Danimarca-Norvegia, avevano però codici legislativi separati e separata monetazione, oltre a differenti istituzioni di governo. Dopo l'introduzione dell'assolutismo nel 1660, la centralizzazione del governo mantenne la concentrazione delle istituzioni a Copenaghen. La centralizzazione venne supportata anche in molte parti della Norvegia, che erano intenzionate a mantenere dei legami sicuri con la madrepatria per rifornimenti e per ragioni militari.

## Organizzazione amministrativa
Nel secolo XVIII, alla vigilia dell'epoca napoleonica che avrebbe pesantemente influenzato anche l'organizzazione amministrativa del regno, il territorio dello Stato era suddiviso in governatorati (Landrosten), a loro volta divisi in baliaggi:
- Regno di Danimarca
  - Sjelland Stift og Møn: Aastrup og Børglum, Copenaghen, isola di Hals, Aalborg Stift, Døholm og Ørum, Skivehus, Hald, Dronningborg og Silkeborg, Kalø, Havreballegard og Stjernholm, Skanderborg og Aakjær, Lundenæs og Bøvling, Koldinghus, Ribe, Stjernhom, Assens og Hindsgavl, Rugaard, Nyborg og Tranekjǣr, Kalundborg og Sæbigaard og Dragsholm slot, Nikøbing, Holbæk, Sorø og Ringsted, Antvorskov og Korsør, Vordingborg og Tryggevǣlde, Roskilde, Copenaghen Amt, Hørsholm, Frederiksborg Slot, Kronborg, Møn Amt
  - Bornholms Amt: Rønne
  - Fyns Stift: Odense
  - Falster og Laaland Stift: Aalholm Slot og Halsted Kloster og Maribo
  - Alsen: Nordborg (ducato di Plön)
  - Aerøn: Sønderborg (ducato)
  - Femern Amt: Borg
  - Langeland: Rudkjøbing
  - Nørden Jutland o Jylland: Hjørring, Ringkøbing, Aalborg Stift, Aarhus Stift, Thisted, Viborg Stift, Vejle, Randers, Ribe Stift;
- Ducato di Schleswig (Slesvig o Sødern Stift)
  - Slesvig, Aabenraa Amt
  - Tønder: Flensborg, Hytten, Husum, Løgum Stift;
- Ducato di Holstein (Holsten) feudo imperiale, governato da uno Statholder
  - Glückstadt
  - Steinborg e Krempe
  - Hadeslev
  - Rendsburg
  - Søndre e Meldorp
  - Cismar
  - Reinbeck
  - Segeberg
  - Neumünster
  - Steinberg
  - Tremsbüttel
  - signoria di Pinneberg
  - Trittau
  - contea di Rantzau
- Contee di Oldenburg e Delmenhorst
  - Oldenburg
  - Delmenhorst
- signoria di Kniphausen e Varel (feudo imperiale vassallo)
- Regno di Norvegia: viceregno e governatorato generale 
  - Christiania
  - contea di Larvik
  - contea di Jarlsberg
  - Kristiansand
  - Lister e Mandal
  - Bergenhus: Bergen
  - Buskerud
  - Stavanger
- Isole Fær Øer: Thorshaven
- Islanda e Groenlandia
  - Skalholt
  - Jakobshaven
  - Christianhaab
  - Frederickshaab
  - Godhaab
- Ducato di Holstein Gottorp, appartenente a una linea cadetta dal 1622 al 1761, quando in gran parte nel 1720 viene ceduto alla Danimarca
  - Gottorf
  - Kiel
  - Arenbok
  - Reinfeld
  - Rethewisch
  - Travendal
  - Heide
- Ducato di Holstein Plon, linea cadetta indipendente fino al 1761

## Colonie

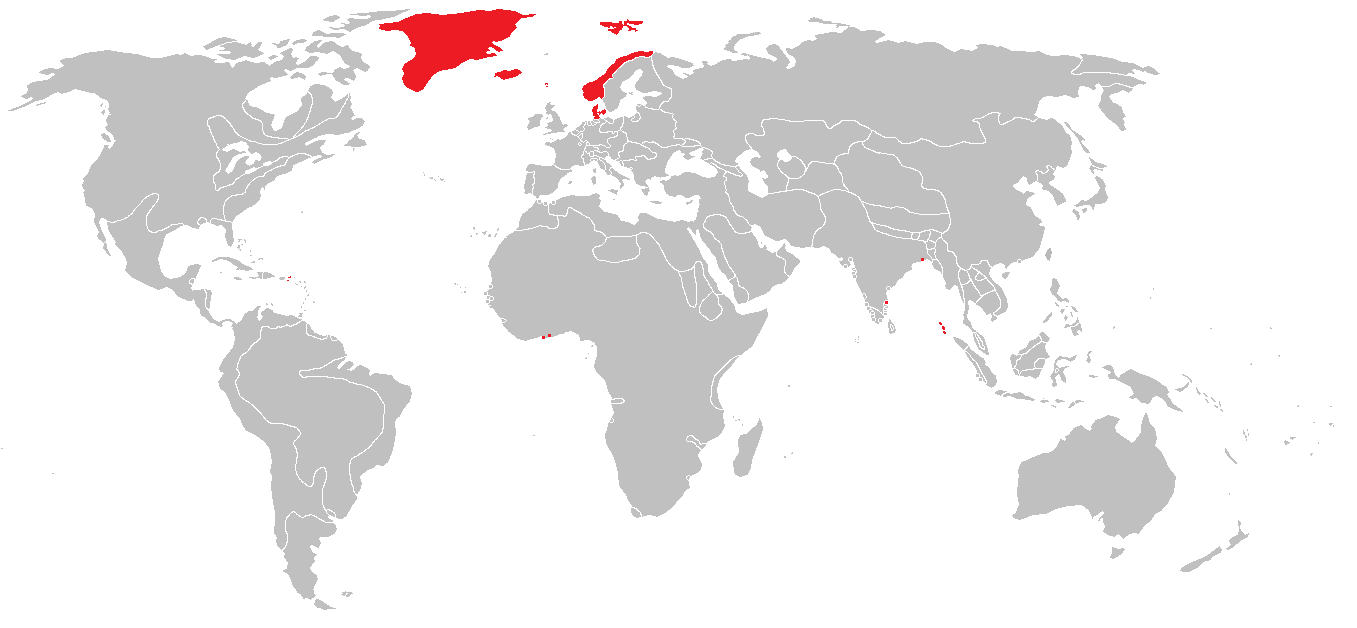
Mappa dei possedimenti coloniali della Danimarca-Norvegia nel 1800 circa

Durante la sua esistenza, la Danimarca-Norvegia godette anche di numerosi territori coloniali oltremare, in particolare in Europa settentrionale e in America del Nord, come ad esempio l'Estonia danese o i possedimenti norvegesi di Groenlandia, delle Isole Faroe e dell'Islanda.
Dal XVII secolo, i regni acquisirono delle colonie in Africa, nei Caraibi e in India. Al suo azimuth l'impero si estendeva per 2 655 564,76 km².

### India
La Danimarca–Norvegia mantenne numerose colonie tra il XVII e il XIX secolo in varie parti dell'India (Dansk Østindien). Tra queste ricordiamo le città di Tranquebar-Dansborg e Serampore. Quest'ultimo territorio venne venduto al Regno Unito nel 1845. I diritti sulle Isole Nicobare vennero venduti nel 1869.

### Caraibi
Incentrati su tre delle Isole Vergini, i possedimenti della Danimarca-Norvegia nelle Indie occidentali danesi (Dansk Vestindien) furono le più lunghe a sopravvivere e vennero vendute agli Stati Uniti solo nel 1917.

### Africa occidentale
Nella Costa d'Oro dell'Africa occidentale, la Danimarca-Norvegia ebbe il controllo di diverse colonie e forti difensivi (Dansk Afrikaaner Kolonie der Kuste d'Or). L'ultimo di questi forti venne venduto al Regno Unito nel 1850.

## Storia

### Le origini dell'Unione

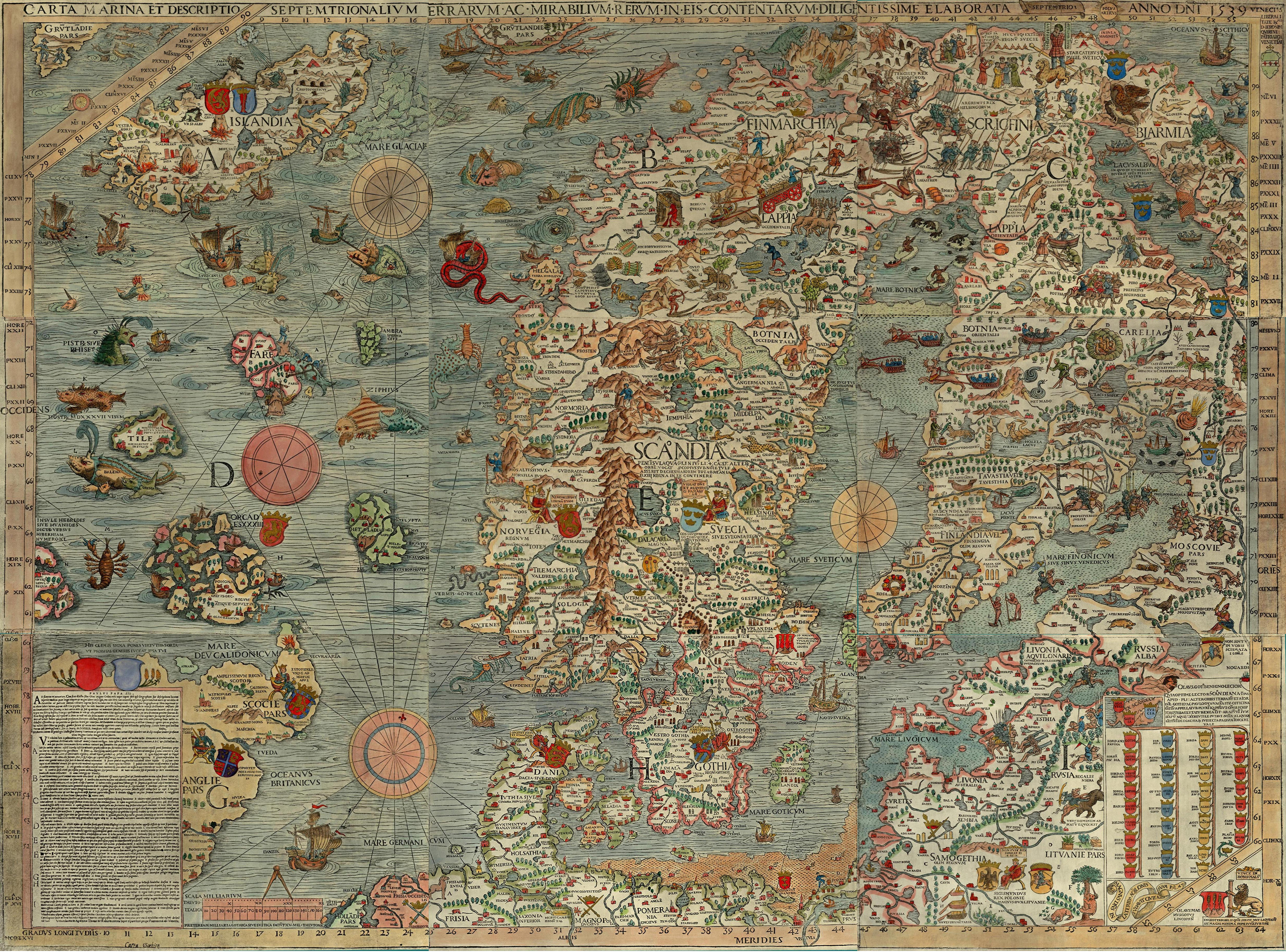
Carta marina, una delle prime mappe dei paesi nordici, realizzata tra la fine dell'Unione di Kalmar e l'inizio della Danimarca-Norvegia

I tre regni vennero uniti nell'Unione di Kalmar nel 1397. La Svezia uscì e rientrò da questa unione diverse volte, sino al 1521 quando infine lasciò definitivamente l'unione, abbandonando a sé la Danimarca-Norvegia (inclusi i possedimenti del Nord Atlantico e dell'isola di Saaremaa nell'attuale Estonia).

### La guerra nordica dei sette anni
Lo scoppio della guerra nordica dei sette anni nel 1563 è in gran parte attribuita alla Danimarca, scontenta della dissoluzione dell'Unione di Kalmar. Quando il re danese Cristiano III (regnante 1534–1559) incluse il tradizionale stemma svedese con tre corone nel proprio stemma, gli svedesi interpretarono questo atto come delle pretese danesi sulla Svezia. Per tutta risposta Erik XIV di Svezia (regnante 1560–1568) aggiunse lo stemma della Norvegia e della Danimarca nel proprio stemma.
Dopo che il re Erik introdusse degli altri ostacoli per cercare di impedire il commercio con la Russia, la città di Lubecca e la Confederazione polacco-lituana si unirono alla Danimarca in alleanza. La Danimarca portò avanti un attacco navale verso la Svezia che effettivamente diede il via alla guerra. Dopo sette anni di combattimenti, alla fine il conflitto si concluse nel 1570 con uno status quo ante bellum.

### La guerra di Kalmar

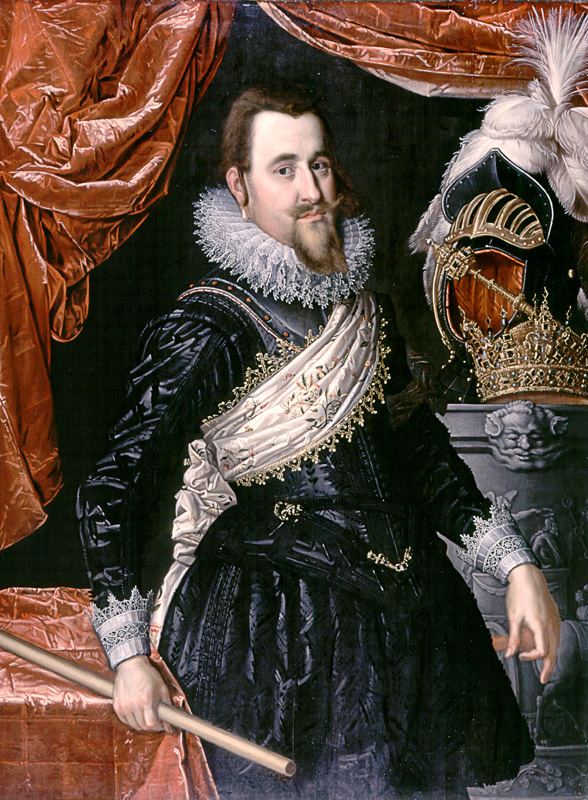
Cristiano IV di Danimarca

Per i domini della Danimarca-Norvegia nel Mar Baltico (dominium maris baltici) e nel Mare del Nord, la Svezia cercò di evitare il pagamento di un dazio commerciale locale. Il re svedese Carlo IX cercò quindi di aprire una nuova via commerciale attraverso la Lapponia e la Norvegia del Nord. Nel 1607 lo stesso Carlo IX si dichiarò "Re dei Lapponi del Nord" e iniziò a raccogliere tasse anche nel territorio norvegese.
La Danimarca e re Cristiano IV di Danimarca protestarono contro queste azioni svedesi, dal momento che essi non avevano intenzione di permettere l'apertura di questa nuova via commerciale ma anzi l'idea di Cristiano IV era quella di costringere la Svezia a riunirsi alla Danimarca. Nel 1611 la Danimarca infine decise di invadere la Svezia con 6 000 uomini e prese la città di Kalmar. Il 20 gennaio 1613, il Trattato di Knäred venne siglato e con esso la via commerciale norvegese venne abolita e gli svedesi vennero costretti al pagamento del Riscatto di Älvsborg con due fortezze alla Danimarca. La Svezia ottenne però l'esenzione dal pagamento dei dazi commerciali e ottenne garanzia di questo anche dalla Gran Bretagna e dall'Olanda

#### I frutti del Riscatto di Älvsborg
Il grande riscatto pagato dalla Svezia (noto col nome di Riscatto di Älvsborg) venne utilizzato da Cristiano IV, tra le altre cose, per fondare le città di Glückstadt, Christiania (ricostruita dopo un incendio), Christianshavn, Christianstad e Christianssand. Egli istituì anche la Compagnia danese delle Indie orientali che portò alla fondazione di numerose colonie danesi in India.

### La guerra dei trent'anni
Non molto tempo dopo la guerra di Kalmar, la Danimarca-Norvegia rimase coinvolta in un'altra grande guerra, nella quale combatté a fianco della Germania settentrionale e di altri stati protestanti contro gli Stati cattolici guidati dalla Lega cattolica tedesca.
Cristiano IV cercò di divenire il capo degli Stati luterani della Germania settentrionale, ma la battaglia di Lutter del 1626 fu per la Danimarca una tremenda sconfitta. Questo portò molti Stati protestanti tedeschi a cessare il loro supporto a Cristiano IV. Dopo un'altra sconfitta pesante nella battaglia di Wolgast e al successivo Trattato di Lubecca del 1629 che proibiva alla Danimarca futuri interventi nelle questioni tedesche, la partecipazione della Danimarca alla guerra terminò.

#### La guerra di Torstenson
Danimarca–Norvegia
     Svezia
     Province di Jemtland, Herjedalen, Idre e Serna e le isole del baltiche di Gotland ed Ösel, che vennero cedute alla Svezia
     La provincia di Halland, ceduta per 30 anni.

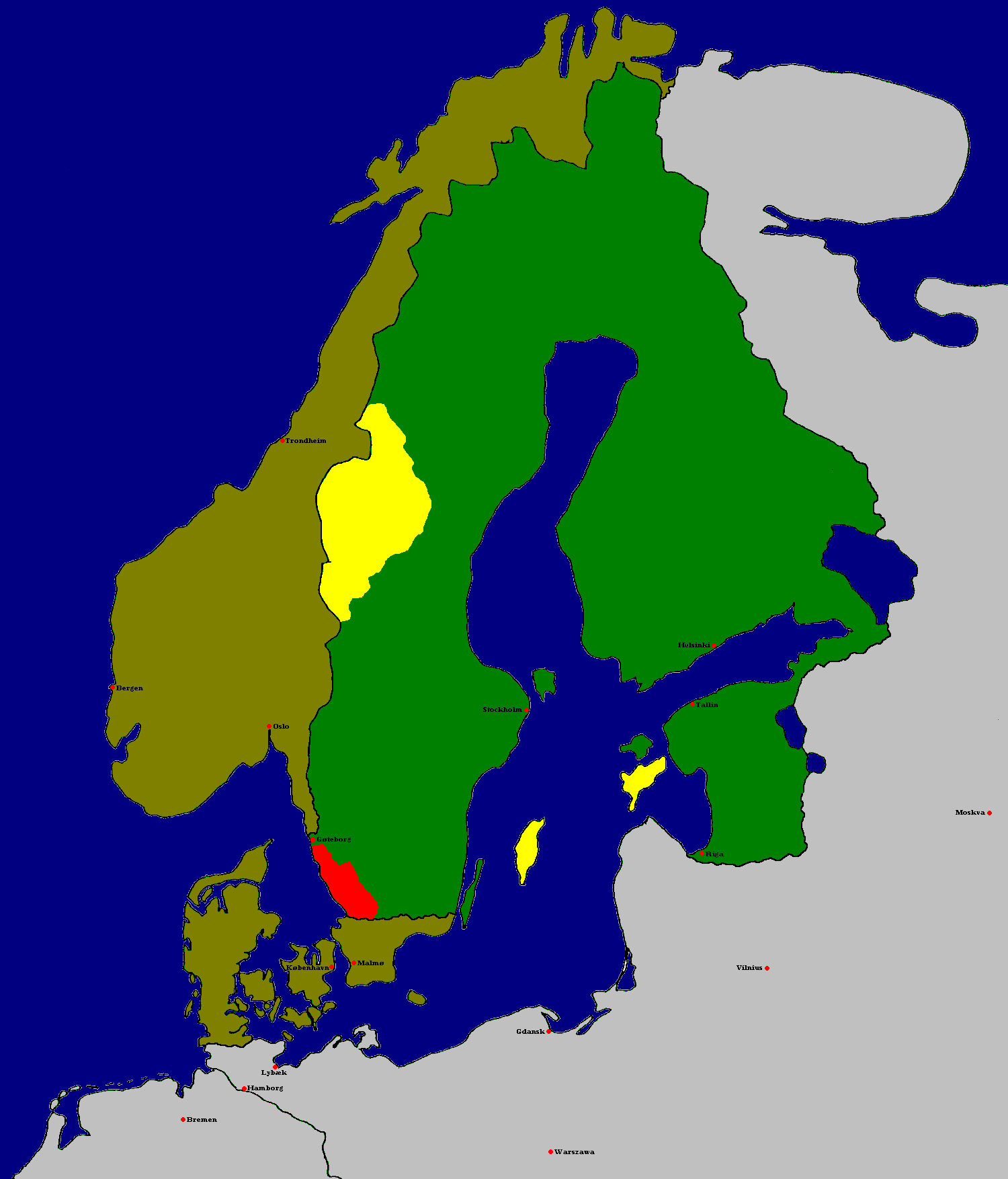
Trattato di Brömsebro, 1645
Danimarca–Norvegia
Svezia
Province di Jemtland, Herjedalen, Idre e Serna e le isole del baltiche di Gotland ed Ösel, che vennero cedute alla Svezia
La provincia di Halland, ceduta per 30 anni.

La Svezia, che al contrario della Danimarca stava avendo successo durante la guerra dei trent'anni, vide l'opportunità di invertire le sorti del potere in Scandinavia. All'epoca infatti la Danimarca-Norvegia circondava con il suo territorio la Svezia, e i diritti del Sund (dazi doganali che tutte le navi straniere che passavano per l'Øresund erano tenuti a pagare alla corona danese) erano fonte di continua irritazione per gli svedesi. Nel 1643 il Riksråd stabilì che un eventuale conflitto contro la Danimarca-Norvegia avrebbe portato ottimi risultati, così non molto tempo dopo la Svezia decise di invaderla.
La Danimarca era ben poco preparata alla guerra e la Norvegia era riluttante ad attaccare la Svezia, fatto che concesse agli svedesi delle ottime posizioni di partenza.
Come previsto la guerra si concluse con la vittoria degli svedesi e con la firma del trattato di Brömsebro nel 1645, col quale la Danimarca-Norvegia venne costretta a cedere alcuni dei propri territori, tra cui quelli norvegesi di Jemtland, Herjedalen e Idre e Serna, oltre alle isole danesi nel Baltico di Gotland e Ösel. Per questo la guerra dei trent'anni segnò il rafforzamento dell'Impero svedese e il declino della potenza della Danimarca.

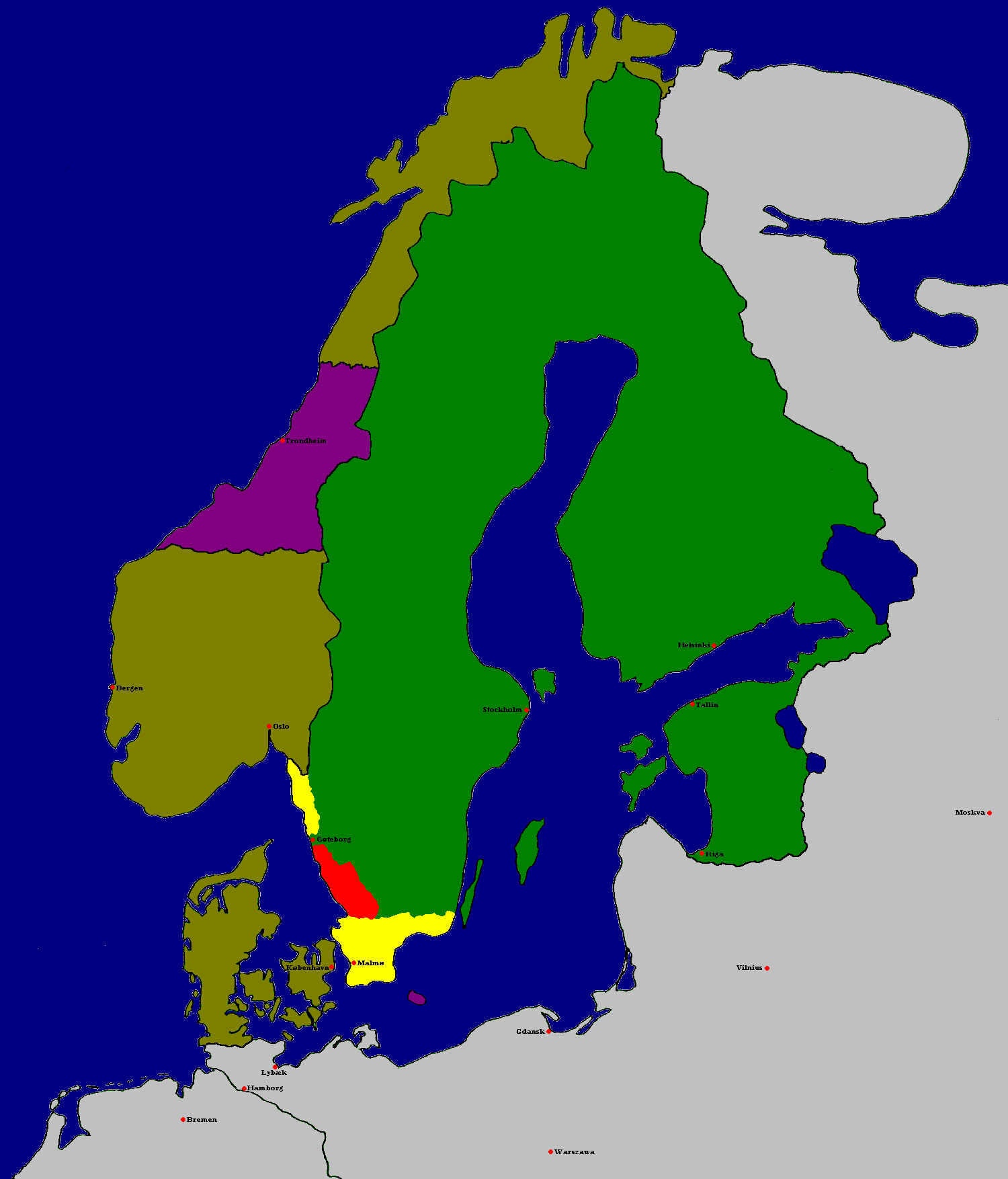
Treaty of Roskilde, 1658
Halland, occupata dagli svedesi per 30 anni periodo negoziato secondo la Pace di Brömsebro nel 1645, che però non venne più ceduta alla Danimarca
Le terre scandinave e la contea di Båhus che vennero cedute
Le province di Trøndelag e Bornholm, cedute nel 1658, ma ribellatesi agli svedesi e ritornate sotto il dominio danese nel 1660

     Halland, occupata dagli svedesi per 30 anni periodo negoziato secondo la Pace di Brömsebro nel 1645, che però non venne più ceduta alla Danimarca
     Le terre scandinave e la contea di Båhus che vennero cedute
     Le province di Trøndelag e Bornholm, cedute nel 1658, ma ribellatesi agli svedesi e ritornate sotto il dominio danese nel 1660

### La seconda guerra del Nord
La guerra danese-svedese (1657-1658), parte della seconda guerra del nord, fu una delle guerre più devastanti per i regni danese e norvegese. Dopo importanti perdite nella guerra, la Danimarca-Norvegia venne costretta sulla base del Trattato di Roskilde a cedere alla Svezia praticamente metà del proprio territorio statale. Tra queste parti erano incluse le province norvegesi di Trøndelag e Båhuslen, tutte le restanti province danesi in territorio svedese e l'isola di Bornholm.
A ogni modo, due anni dopo, nel 1660, vi fu un ulteriore trattato, il Trattato di Copenaghen, che restituì Trøndelag e Bornholm alla Danimarca-Norvegia.

### Lo Stato assolutista
Dopo l'ultima secessione svedese dall'Unione di Kalmar nel 1521, la guerra civile e la riforma protestante presero piede in Danimarca e in Norvegia. Sfruttando questo momento di incertezza politica, il Rigsråd (Gran Consiglio) della Danimarca si indebolì e venne definitivamente abolito dal sovrano nel 1660 che pertanto diede alla Danimarca-Norvegia la connotazione di uno Stato assolutista come monarchia ereditaria, come la Norvegia era stata del resto sin dal Medioevo. Questi cambiamenti vennero confermati nella lex regia siglata il 14 novembre 1665, la quale prevedeva che tutti i poteri dovessero risiedere nelle mani del re che ne era l'unico responsabile verso Dio. Il Riksrådet norvegese si riunì per l'ultima volta nel 1537. La Norvegia mantenne comunque proprie leggi separate e istituzioni, come la presenza di un proprio cancelliere reale, stemmi e monetazione differenti dalla madrepatria. Sino al 1748 mantenne inoltre una propria bandiera sino a quando il Dannebrog non venne ufficializzato anche in Norvegia.

### La guerra di Scania
La Danimarca aveva perso le sue province in Scania dopo il Trattato di Roskilde ed era intenzionata a riottenerle, ma la Svezia aveva raggiunto un potere tale che non era intenzionata ad accondiscendere a queste richieste. A ogni modo, Cristiano V vide l'opportunità di far propendere le cose a suo favore quando la Svezia venne coinvolta nella guerra franco-olandese e dopo alcune esitazioni la Danimarca decise di invadere la Svezia nel 1675.
Anche se l'iniziale assalto danese ebbe un notevole successo, gli svedesi guidati dal diciannovenne Carlo XI contrattaccarono riprendendosi le terre occupate. La guerra si concluse con la Francia che dettò le condizioni di pace, ma tra Danimarca e Svezia non vi furono de facto perdite o acquisizioni.

### Le guerre napoleoniche e la fine dell'Unione

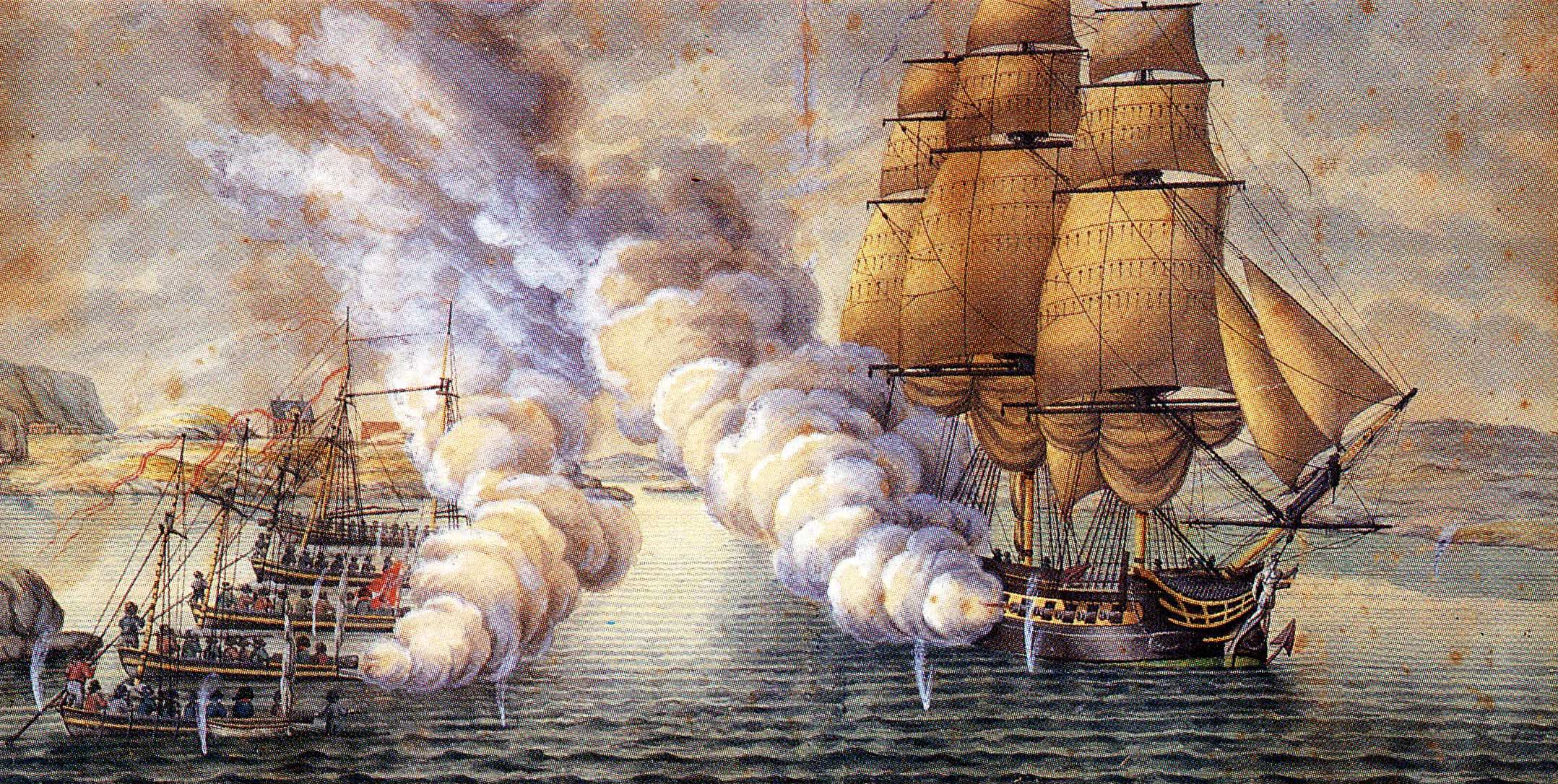
Battaglia tra la fregata Tartar e una cannoniera norvegese presso Bergen nel 1808

Durante le guerre rivoluzionarie francesi la Danimarca-Norvegia dapprima cercò di rimanere neutrale negli scontri, così da poter continuare indisturbata il proprio commercio con la Francia e col Regno Unito, ma quando decise di entrare nella Lega di neutralità armata gli inglesi considerarono tale atto come un'azione ostile e attaccarono Copenaghen nel 1801 e nuovamente nel 1807. Nell'attacco a Copenaghen del 1807 l'esercito inglese confiscò l'intera marina danese-norvegese con la scusa che la Danimarca-Norvegia fosse sul punto di lanciare un attacco alla Gran Bretagna. La marina danese-norvegese sarebbe stata l'unica marina in Europa all'epoca in grado di confrontarsi con quella britannica dopo la distruzione della flotta ispano-francese nella battaglia di Trafalgar. La marina danese-norvegese non era a ogni modo sufficientemente preparata per alcuna operazione su vasta scala contro le forze inglesi e pertanto rimase entro i propri porti per tutta la stagione invernale. I danesi-norvegesi erano infatti maggiormente interessati a mantenere la loro neutralità e per questo si impegnarono col proprio esercito a Danevirke nell'eventualità di un attacco da parte francese, lasciando Copenaghen vulnerabile all'attacco inglese. L'attacco degli inglesi alla neutralità dichiarata dei danesi, portò questi ad allearsi con Napoleone.
La Danimarca-Norvegia venne sconfitta e dovette cedere i territori della Norvegia al re di Svezia con il Trattato di Kiel. I possedimenti norvegesi oltremare vennero mantenuti dalla Danimarca. I norvegesi a ogni modo obiettarono ai termini di questo trattato e un'assemblea costituzionale dichiarò la Norvegia indipendente dalla Danimarca il 17 maggio 1814 ed elesse il principe ereditario Cristiano Federico quale re indipendente di Norvegia. A seguito di una invasione svedese, la Norvegia venne costretta ad accettare l'unione personale tra Svezia e Norvegia, ma ottenne il permesso di mantenere la propria costituzione liberale e istituzioni separate con l'eccezione del ministero degli esteri che venne mantenuto a Stoccolma. L'unione venne dissolta nel 1905.